# Deutsch–Französische Jahrbücher
Deutsch–Französische Jahrbücher var en tyskspråkig tidskrift som utgavs av Karl Marx och Arnold Ruge i Paris. Den grundades år 1844, i reaktion mot myndigheternas censurering av Rheinische Zeitung.
Deutsch–Französische Jahrbücher utkom endast med ett nummer. Detta nummer innehåller två artiklar av Karl Marx, vilka anses vara bland de viktigaste av hans tidiga texter – en introduktion till Zur Kritik der Hegel'schen Rechtsphilosophie samt Zur Judenfrage. Även Friedrich Engels bidrog med artiklar.
Efter publicerandet anklagade de preussiska myndigheterna Marx för högförräderi och lèse-majesté för artiklarna.
Deutsch–Französische Jahrbücher lades ned efter meningsskiljaktigheter mellan Marx och Ruge.

## Innehåll
- Plan der deutsch-französischen Jahrbücher av Arnold Ruge
- Ein Briefwechsel von 1843
- Lobgesänge auf König Ludwig av Heinrich Heine
- Urtheil des Ober-Appellations-Senats, in der wider den Dr. Johann Jacoby geführten Untersuchung wegen Hochverrats, Majestätsbeleidigung und frechen unehrerbietigen Tadels der Landesgesetze
- Zur Kritik der Hegel'schen Rechtsphilosophie av Karl Marx
- Umrisse zu einer Kritik der Nationalökonomie av Friedrich Engels
- Briefe aus Paris av Moses Hess
- Schlussprotokoll der Wiener Ministerial-Konferenz vom 12. Juny 1834, mit dem Einleitungs- und Schlussvortrage des Fürsten Metternich, nebst einer rühmlichen Nachrede av Karl Ludwig Bernays
- Verrat! av Georg Herwegh
- Die Lage Englands av Friedrich Engels, Past and Present av Thomas Carlyle
- Zur Judenfrage von Karl Marx

1. Bruno Bauer: Die Judenfrage
2. Die Fähigkeit der Juden und Christen frei zu werden av Bruno Bauer

- Zeitungsschau